# Imanol Alguacil
Imanol Alguacil Barrenetxea (Orio, 4 luglio 1971) è un allenatore di calcio ed ex calciatore spagnolo, di ruolo difensore, tecnico dell'Al-Shabab.

## Carriera

### Allenatore
Il 26 luglio 2011, Imanol è tornato al suo primo club, il Real Sociedad, essendo nominato manager del gruppo giovanile. Il 17 giugno 2013 è stato nominato assistente di Asier Santana nella sua squadra di riserva, ed è stato anche responsabile della squadra principale insieme a Santana nel novembre 2014 dopo l'allontanamento di Jagoba Arrasate.
Dopo l'arrivo di David Moyes nel novembre 2014, Imanol è stato incluso nello staff della prima squadra, ma è stato nominato allenatore della squadra B alla fine di quel mese. Il 19 marzo 2018, ha sostituito Eusebio Sacristán licenziato al timone della squadra principale fino alla fine della stagione.
Nell'estate 2018 Imanol è tornato nelle riserve e Asier Garitano ha assunto il ruolo di allenatore della prima squadra, ma a dicembre dello stesso anno quest'ultimo è stato licenziato a seguito di una cattiva sequenza di risultati e il primo è diventato nuovamente il primo allenatore della squadra. Dopo un buon inizio della campagna 2019-20, gli è stata concessa una proroga del contratto di un anno.
Vince la Coppa del Re 2019-2020 contro l'Athletic Bilbao mentre in Europa League nel 2022-2023 arriva fino agli ottavi di finale. In questa stagione la sua squadra si qualifica per la Champions arrivando quarta nella Liga. La stagione seguente arriva fino agli ottavi di Champions venendo eliminato dal PSG, in campionato si piazza sesto mentre in Coppa del Re arriva fino alla semifinale.

## Statistiche

### Statistiche da allenatore
Statistiche aggiornate al 3 marzo 2024. In grassetto le competizioni vinte.
| Stagione               | Squadra                | Campionato             | Campionato | Campionato | Campionato | Campionato | Coppe nazionali | Coppe nazionali | Coppe nazionali | Coppe nazionali | Coppe nazionali | Coppe continentali | Coppe continentali | Coppe continentali | Coppe continentali | Coppe continentali | Altre coppe | Altre coppe | Altre coppe | Altre coppe | Altre coppe | Totale | Totale | Totale | Totale | % Vittorie | Piazzamento |
| Stagione               | Squadra                | Comp                   | G          | V          | N          | P          | Comp            | G               | V               | N               | P               | Comp               | G                  | V                  | N                  | P                  | Comp        | G           | V           | N           | P           | G      | V      | N      | P      | %          | Piazzamento |
| ---------------------- | ---------------------- | ---------------------- | ---------- | ---------- | ---------- | ---------- | --------------- | --------------- | --------------- | --------------- | --------------- | ------------------ | ------------------ | ------------------ | ------------------ | ------------------ | ----------- | ----------- | ----------- | ----------- | ----------- | ------ | ------ | ------ | ------ | ---------- | ----------- |
| nov. 2014-2015         | Real Sociedad B        | SBD                    | 24         | 7          | 8          | 9          | -               | -               | -               | -               | -               | -                  | -                  | -                  | -                  | -                  | -           | -           | -           | -           | -           | 24     | 7      | 8      | 9      | 29,17      | Sub. 14º    |
| 2015-2016              | Real Sociedad B        | SBD                    | 38         | 16         | 12         | 10         | -               | -               | -               | -               | -               | -                  | -                  | -                  | -                  | -                  | -           | -           | -           | -           | -           | 38     | 16     | 12     | 10     | 42,11      | 7º          |
| 2016-2017              | Real Sociedad B        | SBD                    | 38         | 13         | 13         | 12         | -               | -               | -               | -               | -               | -                  | -                  | -                  | -                  | -                  | -           | -           | -           | -           | -           | 38     | 13     | 12     | 12     | 34,21      | 10º         |
| 2017-mar. 2018         | Real Sociedad B        | SBD                    | 30         | 16         | 7          | 7          | -               | -               | -               | -               | -               | -                  | -                  | -                  | -                  | -                  | -           | -           | -           | -           | -           | 30     | 16     | 7      | 7      | 53,33      | [ 1 ]       |
| mar.-giu. 2018         | Real Sociedad          | PD                     | 9          | 5          | 1          | 3          | CR              | -               | -               | -               | -               | -                  | -                  | -                  | -                  | -                  | -           | -           | -           | -           | -           | 9      | 5      | 1      | 3      | 55,56      | Sub. 11º    |
| 2018-gen. 2019         | Real Sociedad B        | SBD                    | 18         | 6          | 5          | 7          | -               | -               | -               | -               | -               | -                  | -                  | -                  | -                  | -                  | -           | -           | -           | -           | -           | 18     | 6      | 6      | 7      | 33,33      | [ 1 ]       |
| Totale Real Sociedad B | Totale Real Sociedad B | Totale Real Sociedad B | 148        | 58         | 45         | 45         |                 | -               | -               | -               | -               |                    | -                  | -                  | -                  | -                  |             | -           | -           | -           | -           | 148    | 58     | 45     | 45     | 39,19      |             |
| gen.-giu. 2019         | Real Sociedad          | PD                     | 21         | 8          | 9          | 4          | CR              | 2               | 0               | 2               | 0               | -                  | -                  | -                  | -                  | -                  | -           | -           | -           | -           | -           | 23     | 8      | 11     | 4      | 34,78      | Sub. 9º     |
| 2019-2020              | Real Sociedad          | PD                     | 38         | 16         | 8          | 14         | CR              | 8               | 8               | 0               | 0               | -                  | -                  | -                  | -                  | -                  | -           | -           | -           | -           | -           | 46     | 24     | 8      | 14     | 52,17      | 6º          |
| 2020-2021              | Real Sociedad          | PD                     | 38         | 17         | 11         | 10         | CR              | 2               | 1               | 0               | 1               | UEL                | 8                  | 2                  | 4                  | 2                  | SS          | 1           | 0           | 1           | 0           | 49     | 20     | 16     | 13     | 40,82      | 5º          |
| 2021-2022              | Real Sociedad          | PD                     | 38         | 17         | 11         | 10         | CR              | 5               | 4               | 0               | 1               | UEL                | 8                  | 2                  | 4                  | 2                  | -           | -           | -           | -           | -           | 51     | 23     | 15     | 13     | 45,10      | 6º          |
| 2022-2023              | Real Sociedad          | PD                     | 38         | 21         | 8          | 9          | CR              | 5               | 4               | 0               | 1               | UEL                | 8                  | 5                  | 1                  | 2                  | -           | -           | -           | -           | -           | 51     | 30     | 9      | 12     | 58,82      | 4º          |
| 2023-2024              | Real Sociedad          | PD                     | 37         | 16         | 12         | 9          | CR              | 7               | 5               | 2               | 0               | UCL                | 8                  | 3                  | 3                  | 2                  | -           | -           | -           | -           | -           | 52     | 24     | 17     | 11     | 46,15      | 6°          |
| 2024-2025              | Real Sociedad          | PD                     | 29         | 11         | 5          | 13         | CR              | 7               | 5               | 1               | 1               | UEL                | 12                 | 6                  | 2                  | 4                  | -           | -           | -           | -           | -           | 48     | 22     | 8      | 18     | 45,83      | 11°         |
| Totale Real Sociedad   | Totale Real Sociedad   | Totale Real Sociedad   | 248        | 111        | 65         | 72         |                 | 36              | 27              | 5               | 4               |                    | 44                 | 18                 | 14                 | 12                 |             | 1           | 0           | 1           | 0           | 329    | 156    | 85     | 88     | 47,42      |             |
| Totale carriera        | Totale carriera        | Totale carriera        | 396        | 169        | 110        | 117        |                 | 36              | 27              | 5               | 4               |                    | 44                 | 18                 | 14                 | 12                 |             | 1           | 0           | 1           | 0           | 477    | 214    | 130    | 133    | 44,86      |             |

## Palmarès

### Allenatore

#### Competizioni nazionali
- Coppa di Spagna: 1

Real Sociedad: 2019-2020